# خانه یوسفی
خانه یوسفی مربوط به اواخر دوره قاجار است و در اصفهان، بخش بن رود، شهر ورزنه، خیابان دکتر بهشتی، خیابان شهید فاضلی، جنب شعبه نفت سابق واقع شده و این اثر در تاریخ ۲۰ اردیبهشت ۱۳۸۶ با شمارهٔ ثبت ۱۹۰۴۵ به‌عنوان یکی از آثار ملی ایران به ثبت رسیده است.